# العلاقات التوفالية اللبنانية
العلاقات التوفالية اللبنانية هي العلاقات الثنائية التي تجمع بين توفالو ولبنان.

## مقارنة بين البلدين
هذه مقارنة عامة ومرجعية للدولتين:
| وجه المقارنة                                              | توفالو                         | لبنان                                                                |
| --------------------------------------------------------- | ------------------------------ | -------------------------------------------------------------------- |
| المساحة (كم2)                                             | 26                             | 10.45 ألف                                                            |
| عدد السكان (نسمة)                                         | 11.19 ألف                      | 6.10 مليون                                                           |
| الكثافة السكانية (ن./كم²)                                 | 43.04 ألف                      | 583.73                                                               |
| العاصمة                                                   | فونافوتي                       | بيروت                                                                |
| اللغة الرسمية                                             | اللغة التوفالوية، لغة إنجليزية | اللغة العربية، لغة فرنسية                                            |
| العملة                                                    | دولار توفالو                   | ليرة لبنانية                                                         |
| الناتج المحلي الإجمالي (بليون دولار)                      | 39.73 مليون                    | 51.84 مليار                                                          |
| الناتج المحلي الإجمالي (تعادل القوة الشرائية) بليون دولار | 38.93 مليون                    | 81.54 مليار                                                          |
| الناتج المحلي الإجمالي الاسمي للفرد دولار أمريكي          | 3.29 ألف                       | 8.05 ألف                                                             |
| الناتج المحلي الإجمالي للفرد دولار أمريكي                 | 3.77 ألف                       | 17.46 ألف                                                            |
| مؤشر التنمية البشرية                                      |                                | 0.769                                                                |
| رمز المكالمات الدولي                                      | +688                           | +961                                                                 |
| رمز الإنترنت                                              | .tv                            | .lb                                                                  |
| المنطقة الزمنية                                           | ت ع م+12:00                    | ت ع م+02:00، ت ع م+03:00، توقيت شرق أوروبا، توقيت شرق أوروبا الصيفي ‏ |

## منظمات دولية مشتركة
يشترك البلدان في عضوية مجموعة من المنظمات الدولية، منها:
| علم المنظمة | اسم المنظمة                   | تاريخ انضمام توفالو | تاريخ انضمام لبنان |
| ----------- | ----------------------------- | ------------------- | ------------------ |
|             | الاتحاد الدولي للاتصالات      | 15 أغسطس 1996       | 12 يناير 1924      |
|             | مؤسسة التنمية الدولية         | 24 يونيو 2010       | 10 أبريل 1962      |
|             | يونسكو                        | 21 أكتوبر 1991      | 4 نوفمبر 1946      |
|             | منظمة حظر الأسلحة الكيميائية  | ?                   | ?                  |
|             | الأمم المتحدة                 | 5 سبتمبر 2000       | 24 أكتوبر 1945     |
|             | الاتحاد البريدي العالمي       | ?                   | ?                  |
|             | البنك الدولي للإنشاء والتعمير | 24 يونيو 2010       | 14 أبريل 1947      |